# Jemieljan Pugaczow

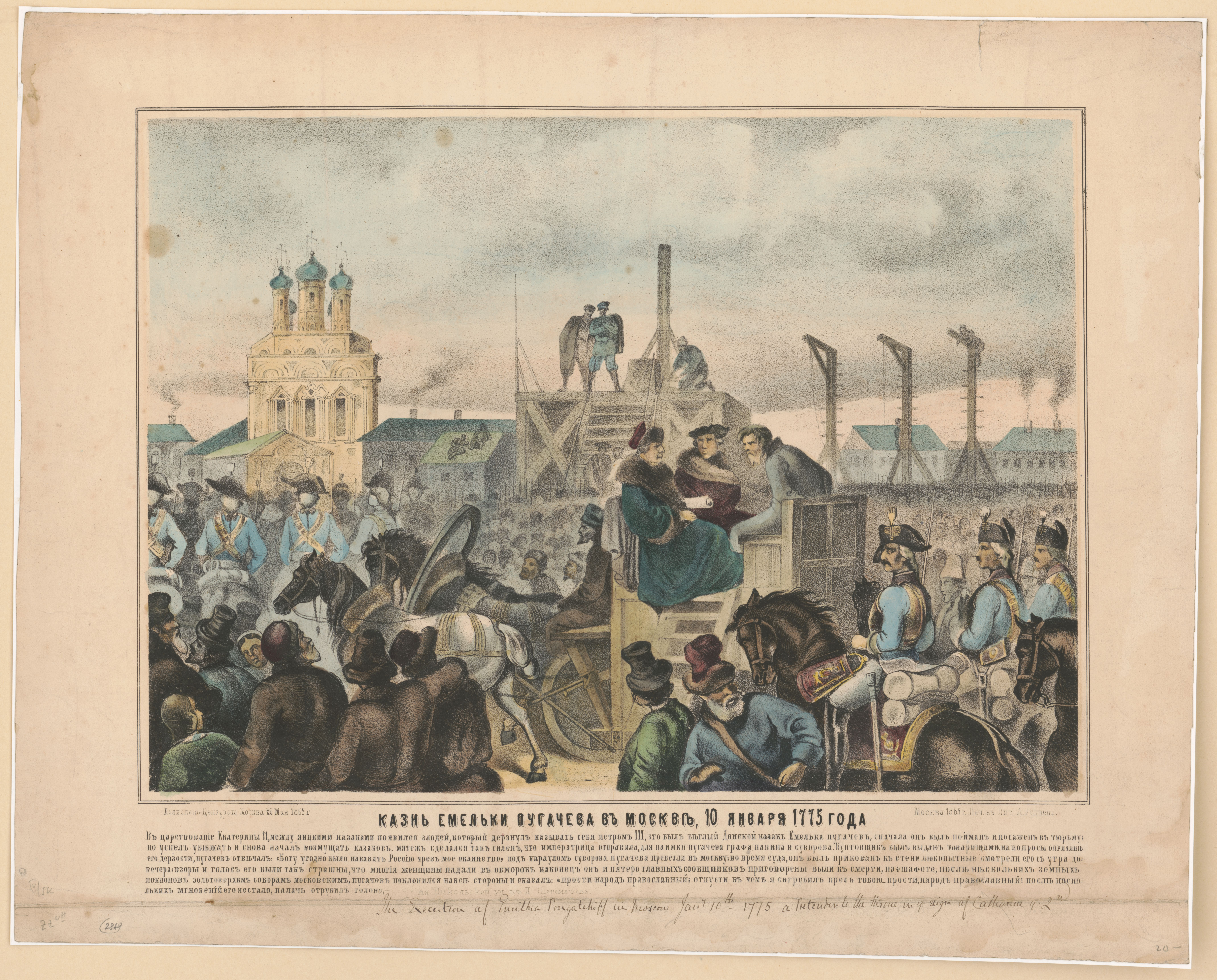
Egzekucja Jemieliana Pugaczowa w Moskwie. Litografia (1865)

Jemieljan Iwanowicz Pugaczow, ros. Емелья́н Ива́нович Пугачёв (ur. 1742 w stanicy Zimowiejskiej n. Donem, zm.  10 stycznia?/21 stycznia 1775 w Moskwie) – doński Kozak, przywódca powstania chłopów i Kozaków.

## Życiorys
Urodził się w biednej rodzinie kozackiej. Za czyny w czasie wojny siedmioletniej i kampanii tureckich awansował do stopnia chorążego. Trzykrotnie aresztowany za pomoc zbiegom kozackim, za każdym razem uciekał z więzienia. W 1773 roku przybył nad rzekę Jaik, gdzie zaczął głosić, że jest cudownie uratowanym carem Piotrem III i zgromadził wokół siebie uciekających przed represjami za poprzednie rozruchy Kozaków oraz chłopów, którzy uznali go za wcielenie cara Piotra III. Wraz z nimi zdobył Gródek Jaicki, a w marcu 1774 roku z 50-tysięczną armią złożoną także z Tatarów, Baszkirów, Kałmuków i robotników uralskich manufaktur przystąpił do oblężenia Orenburga. Oblężenie nie przyniosło rezultatu, ale wkrótce oddziały powstańcze opanowały Powołże i zdobyły Kazań.
Wiosną 1774 roku wyznaczono za jego głowę nagrodę w wysokości 100 000 rubli. Po sierpniowych niepowodzeniach już we wrześniu 1774 roku starszyzna kozacka wydała Jemieljana Pugaczowa wojskom carycy Katarzyny II. Po przewiezieniu w klatce do Moskwy został stracony w dniu 10 stycznia?/21 stycznia 1775 roku. Na placu zebrał się tłum ludzi oczekujących krwawej i długiej kaźni. Cesarzowa Katarzyna II jednak rozkazała, aby kat po prostu ściął mu głowę. To było ułaskawienie dla człowieka, który podobno był niegdyś jej faworytem. Pugaczow namawiał chłopów do wyrzynania ziemian i przejmowania ich majątków wraz z gruntami koronnymi, a Kozakom obiecywał zniesienie podatków i poboru do wojska oraz przywrócenie kozackich swobód.
Historię powstania Pugaczowa miał wnikliwie studiować potem Włodzimierz Lenin.